# Ba (namn)
Bland personer med namnet Ba finns

## Idrottare
- Amadou Dia Ba (född 1958) senegalesisk häcklöpare
- Ba Yan (född 1962) kinesisk basketspelare
- Demba Ba (född 1985) senegalesisk-fransk fotbollsspelare
- Ibrahim Ba (född 1973) senegalesisk-fransk fotbollsspelare
- Papa Malick Ba, senegalesisk fotbollsspelare

## Personer inom kultur
- Ba Jin (1904–2005) kinesisk författare
- Inday Ba (1972–2005) svensk-brittisk skådespelerska
- Mariama Bâ (1929–1981) senegalesisk författare

## Övriga
- Babacar Ba (1930–2006) senegalesisk politiker
- Ba Cut (1923–1956) militär befälhavare för den vietnamesiska religiösa sekten Hòa Hảo